# ستاره‌ای در خاک
ستاره‌ای در خاک (انگلیسی: Star in the Dust) فیلمی در ژانر وسترن به کارگردانی چارلز اف. هاس است که در سال ۱۹۵۶ منتشر شد.

## بازیگران
- جان آگار
- میمی وان دورن
- ریچارد بون
- کالین گری
- لیف اریکسون
- جیمز گلیسون
- هری مورگان
- کلینت ایستوود
- جرج والاس
- پائول فیکس
- استنلی اندروز